# Stord
Stord er en kommune i Vestland fylke i Norge.
Det er også navnet på øen Stord, hvor kommunen Stord ligger på den sydlige halvdel, og Fitjar kommune ligger i nord. Over sund og fjorder kommer man i øst til Tysnes og Kvinnherad, i syd til Sveio og i vest til Bømlo.
Navnet Stord kommer fra det norrøne, den højrejste.
Kommunen Stord omfatter et 144 km² stort areal på de beboede øer Stord, Huglo og Føyno. Dertil kommer flere mindre øer og holme.
Stord har bystatus. Kommunecenteret hedder Leirvik, som i folkemunde bliver kaldt «Vikjo». Her bor der ca. 10.000 indbyggere. Sagvåg er næststørste by, med ca. 4.000 indbyggere. Stord kommune har et samlet indbyggertal på 16.682. Befolkningen bruger betegnelsen "stordabu" om sig selv.
Hovedbeskæftigelsen er indenfor offshoreindustrien. Aker Kværner Stord, Aker Kværner Elektro og Leirvik Module Technology. Samlet har de omkring 3000 beskæftiget. Højskolen Stord/Haugesund har også hovedsæde på Stord.
10. oktober 2006 skred et Atlantic Airways fly af rullebanen på Sørstokken lufthavn på Stord, og brød i brand. Fire personer omkom i ulykken.
Børtveit kraftverk ligger på Stord.